# Neillia affinis
Neillia affinis là loài thực vật có hoa trong họ Hoa hồng. Loài này được Hemsl. mô tả khoa học đầu tiên năm 1892.